# Tipula (Lunatipula) unicincta
Tipula (Lunatipula) unicincta is een tweevleugelige uit de familie langpootmuggen (Tipulidae). De soort komt voor in het Nearctisch gebied.